# Stazione di Lichterfelde Sud
La stazione di Lichterfelde Sud (in tedesco Lichterfelde Süd) è una stazione ferroviaria di Berlino, sita nel quartiere di Lichterfelde.

## Movimento
La stazione è servita dalla linea S 25 della S-Bahn.

## Interscambi
- Fermata autobus